# مايكل هاولي
مايكل هاولي (بالإنجليزية: Michael Hawley) هو مصور أمريكي، ولد في 18 نوفمبر 1961 في معسكر قاعدة مشاة البحرية بندلتون ‏ في الولايات المتحدة.

## وصلات خارجية
- مايكل هاولي على موقع IMDb (الإنجليزية)
- مايكل هاولي على موقع ميوزك برينز (الإنجليزية)
- مايكل هاولي على موقع إن إن دي بي (الإنجليزية)